# Tramonti di Sopra
Tramonti di Sopra es una localidad y comune italiana de la provincia de Pordenone, región de Friuli-Venecia Julia, con 379 habitantes.

## Evolución demográfica
| Gráfica de evolución demográfica de Tramonti di Sopra entre 1861 y 2001 |
|                                                                         |
| Fuente ISTAT - elaboración gráfica de Wikipedia                         |